# 록히드 C-5 갤럭시
록히드 C-5 갤럭시(Lockheed C-5 Galaxy)는 미국 공군(이하 미공군) 최대 전략수송기이다. 417톤 C-5는 265톤 C-17과 함께 국제적인 장거리 전략 수송 임무를 수행한다.
1963년에 장거리 대형 수송기 개발계획에 따라 개발되기 시작하여 1968년에 초도비행했으며 지금까지 미공군에서 운용중이다. 2006년부터 C-5의 개량형인 C-5M이 개발되어 2008년에 초도비행에 성공하여 2040년까지 운용한다고 알려져 있다.

## 개발배경
미국의 대형 수송기 사업으로 인해서 록히드 마틴의 C-5와 보잉의 비행기가 제안되었는데, C-5가 채용되었고, 이후 보잉의 비행기 이름은 보잉 747로 명명됨에 따라 오히려 C-5보다 훨씬 더 성공한 기체로 자리매김 하였다.

## 기능
이 항공기는 미군의 모든 장비를 지구 반대편에 있는 곳까지 실어나르기 위한 것이다. 장비탑재의 편의성을 위해서 앞뒤 모두 캐빈 도어가 열리도록 설계되었고 랜딩기어도 다른 항공기보다 보다 튼튼하게 설계되었다.
이러한 설계는 러시아의 An-124와 An-225 설계에도 깊은 영향을 준다.

## 수송 능력
C-5가 한종류의 물건만 수송한다면 아래와 같이 수송할 수 있다.
- 음료수 27만 7천 캔 (355 ml/12oz 기준)
- 와인 7만 6천병(750 ml 기준)
- 하키 퍽 75만 2천개
- 아스피린 3억 2800만정
- 골프공 2백 40만개
- 껍질을 깐 땅콩 37만 5천리터(Virginia Peanut)
- 탁구공 2천 5백 8십만개(탑재중량)
- 폭스바겐 비틀 100대
- 고속버스(그레이하운드 기준) 6대
- 미국 육군 M1 에이브람스 세 대(평상시에는 두 대만 싣고 태우며, 보조 장비와 함께 한 대만 탑재하는 경우도 있다)
- 한번에 자동차 130대에 해당하는 중량을 탑재하고 뉴욕과 로스앤젤레스를 왕복할 수 있으며, 31대만 탑재하고 전 세계에 착륙이 가능하다.
- 8개의 볼링 레인을 탑재하기에 충분하다.

## 기타 사항
- 내부의 길이는 라이트 형제가 첫 비행한 길이보다 길다.
- 최대연료량의 중량은 C-141 스타리프터의 무게와 비슷하다.
- 러더부분은 F-104G의 주날개의 면적과 같다.
- 도장하는데 필요한 페인트는 1천 2백 킬로그램이다.
- 내부에는 165km의 전선과, 6km의 튜브 그리고 8km의 제어케이블이 설치되어있다.
- TF-39 엔진하나는 분당 38톤의 공기를 흡입한다, 또한 800개의 자동차 엔진의 출력과 맞먹는다.
- 착륙할 때마다 타이어가 0.05mm씩 닳는다.
- 종종 병사들에게 FRED(Fucking Ridiculous Economic/Environmental Disaster)라고 불리는데 그 이유는 엄청난 연료소모와 그에 따른 환경훼손 덕분이다.[1]

## 제원(C-5M)
- 전장: 75.54m
- 전폭: 67.88m
- 전고: 19.85m
- 최대탑재량: 100,230 kg
- 최대이륙중량: 417,305 kg
- 항속거리(최대탑재): 3,256 nm
- 최대속도: Mach 0.77
- 탑승인원
  - 승무원 - 5명
  - 교체승무원 - 15명
- 엔진: 제너럴 일렉트릭 TF39[2]

## 같이 보기
- 에어버스 A380
- 안토노프 An-225
- 보잉 747
- 군용 수송기